# Hannah Nydahl

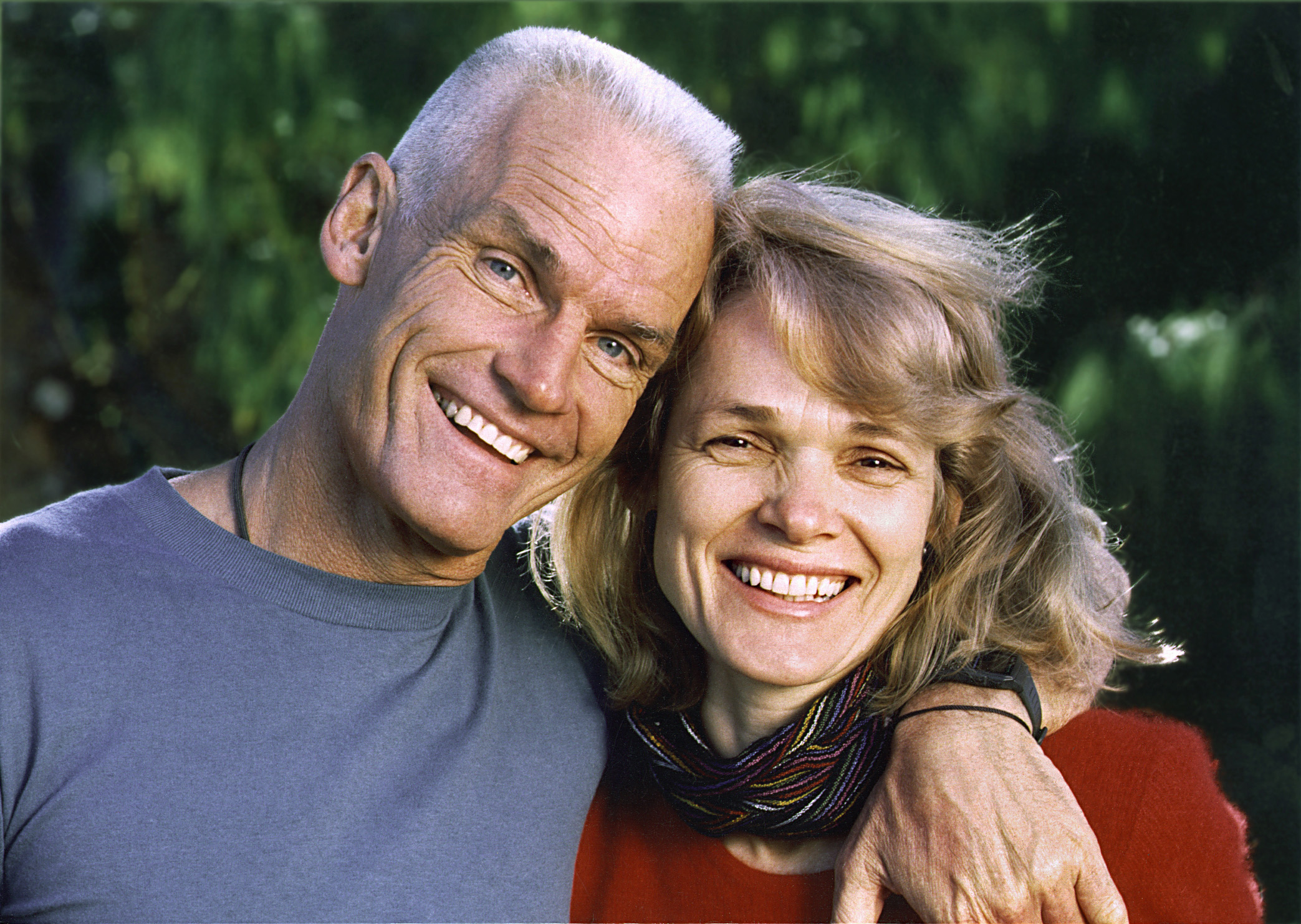
Hannah i Ole Nydahl

Hannah Nydahl (ur. 17 kwietnia 1946 zm. 1 kwietnia 2007 w Kopenhadze) – nauczycielka i tłumaczka w szkole karma kagyu, jednej z czterech głównych tradycji buddyzmu tybetańskiego, żona lamy Ole Nydahla. Wraz z mężem na prośbę ich nauczyciela XVI Karmapy Rangdziung Rigpe Dordże założyła ponad 500 ośrodków Buddyzmu Diamentowej Drogi na całym świecie. W znacznym stopniu przyczyniła się do przeniesienia świeckiego buddyzmu na Zachód.

## Aktywność
Podczas swej podróży poślubnej w Himalaje Hannah i jej mąż spotkali XVI Karmapę, duchowego zwierzchnika tej szkoły, i zostali jego pierwszymi zachodnimi uczniami. Po okresie spędzonym na medytacji i studiowaniu Lama Ole i Hannah zostali poproszeni przez XVI Karmapę, aby zaczęli w jego imieniu zakładać ośrodki medytacyjne na Zachodzie.
Hannah Nydahl przetłumaczyła wiele książek, artykułów i tekstów medytacyjnych, była również tłumaczem wielu nauczycieli linii karma kagyu. Dzieliła swój czas między odbywanymi wraz z mężem podróżami do wielu założonych przez nich ośrodków medytacyjnych Buddyzmu Diamentowej Drogi a pracą z nauczycielami i ośrodkami medytacyjnymi na Wschodzie. Prowadziła również wykłady i kursy na temat filozofii buddyjskiej. Jej praca obejmowała tłumaczenie lamów wykładających w Międzynarodowym Instytucie Buddyjskim Karmapy (KIBI) w Nowym Delhi (Indie), uczestnictwo w wielu projektach związanych z tłumaczeniem buddyjskich tekstów oraz planowanie harmonogramów wizyt ważnych Rinpocze (nauczycieli) linii kagyu. Styl jej nauczania opisywany jest jako pełen wrażliwości, spokojny i wnikliwy.
Po kilku miesiącach poważnej choroby Hannah Nydahl zmarła 1 kwietnia 2007 w Kopenhadze.